# Hwang Jae-Gil
Hwang Jae-Gil (9 de mayo de 1959) es un deportista norcoreano que compitió en judo. Ganó una medalla de oro en los Juegos Asiáticos de 1990, y dos medallas de bronce en el Campeonato Asiático de Judo de 1988.

## Palmarés internacional
| Juegos Asiáticos    | Juegos Asiáticos | Juegos Asiáticos  | Juegos Asiáticos |
| Año                 | Lugar            | Medalla           | Categoría        |
| ------------------- | ---------------- | ----------------- | ---------------- |
| 1990                | Pekín (China)    | Medalla de oro    | +95 kg           |
| Campeonato Asiático |                  |                   |                  |
| Año                 | Lugar            | Medalla           | Categoría        |
| 1988                | Damasco (Siria)  | Medalla de bronce | +95 kg           |
| 1988                | Damasco (Siria)  | Medalla de bronce | Abierta          |